# لوفاكانا
لوفاكانا (بالإنجليزية: Laufakanaa)‏ حاكم الرياح في أساطير تونغا. أرسله أبوه الساوي تامابو Tamapo إلى الأرض.